# Archaik
Archaik (ang. Archean, od gr. arche ‛na przedzie’), archeozoik (z gr. dzoe ‛życie’), azoik (z gr. ‛bez życia’)
- w sensie geochronologicznym: drugi najstarszy eon w dziejach Ziemi po hadeiku, trwający ok. półtora miliarda lat (od 4,0 do 2,5 mld lat temu). Archaik dzieli się na cztery ery: eoarchaik, paleoarchaik, mezoarchaik i neoarchaik.

- w sensie chronostratygraficznym: najniższy eonotem, niższy od proterozoiku. Archaik dzieli się na cztery eratemy: eoarchaik, paleoarchaik, mezoarchaik i neoarchaik.

## Geologia
Archaik stanowi najstarszy etap dziejów litosfery. Bardzo często jest łączony z proterozoikiem i określany wspólną nazwą prekambru. Temperatura powierzchni we wczesnym archaiku wynosiła mniej niż 100 °C. Stygnąca lawa utworzyła cienką, pękającą skorupę, powstały pierwsze skały magmowe i metamorficzne, a później skały osadowe. Atmosfera składała się głównie z wodoru, metanu, amoniaku i pary wodnej. Trwały nieustanne procesy górotwórcze i wybuchy wulkanów. Skały archaiczne występują w najstarszych fragmentach skorupy kontynentalnej – tarczach. Rozpoznano w nich ślady deformacji – orogenez: saamijskiej, białomorskiej, kenorańskiej, a na pograniczu z proterozoikiem – algomijskiej. Następowały wtedy wielkie intruzje skał magmowych.
Gęsta atmosfera, w skład której mogły wchodzić również takie związki jak: cyjanowodór, siarkowodór, dwutlenek i tlenek węgla, nie przepuszczała promieni słonecznych. Panowało przy tym olbrzymie ciśnienie rzędu 300–400 MPa. (Dla porównania obecnie ciśnienie atmosferyczne wynosi ok. 0,10 MPa.)
Skały, niepokryte roślinnością, ulegały szybkiej erozji.
Liczne wyładowania atmosferyczne i erupcje wulkaniczne były jedynymi źródłami światła na Ziemi.
W archaiku powstało życie na Ziemi. Pojawiły się archeany (archeobakterie) i bakterie (w tym sinice).